# Słupia Kapitulna (gromada)
Słupia Kapitulna – dawna gromada, czyli najmniejsza jednostka podziału terytorialnego Polskiej Rzeczypospolitej Ludowej w latach 1954–1972.
Gromady, z gromadzkimi radami narodowymi (GRN) jako organami władzy najniższego stopnia na wsi, funkcjonowały od reformy reorganizującej administrację wiejską przeprowadzonej jesienią 1954 do momentu ich zniesienia z dniem 1 stycznia 1973, tym samym wypierając organizację gminną w latach 1954–1972.
Gromadę Słupia Kapitulna z siedzibą GRN w Słupi Kapitulnej utworzono – jako jedną z 8759 gromad na obszarze Polski – w powiecie rawickim w woj. poznańskim, na mocy uchwały nr 34/54 WRN w Poznaniu z dnia 5 października 1954. W skład jednostki wszedł obszar dotychczasowej gromady Słupia Kapitulna oraz: a) parcele o łącznym obszarze 222,76,78 ha z karty 1 obrębu Niedźwiadki z dotychczasowej gromady Niedźwiadki, i b) parcele o łącznym obszarze 62,82,50 ha z karty 1 obrębu Zawady z dotychczasowej gromady Ugoda – ze zniesionej gminy Chojno; wreszcie parcele o łącznym obszarze 489,61,38 ha z karty 1 obrębu Niemarzyn z dotychczasowej gromady Niemarzyn ze zniesionej gminy Miejska Górka – w tymże powiecie. Dla gromady ustalono 13 członków gromadzkiej rady narodowej.
Gromadę zniesiono 1 stycznia 1959, a jej obszar włączono do gromad: Sierakowo (miejscowości Krasnolipka i Słupia Kapitulna), Pakosław (miejscowość Niedźwiadki i część obszaru miejscowości Zawady o powierzchni 62,8250 ha) i nowo utworzonej Miejska Górka (miejscowość Niemarzyn) w tymże powiecie.